# Aethiothemara fallacivena
Aethiothemara fallacivena är en tvåvingeart som först beskrevs av Günther Enderlein 1911.  Aethiothemara fallacivena ingår i släktet Aethiothemara och familjen borrflugor. Inga underarter finns listade i Catalogue of Life.